# Distrito de Fier
El distrito de Fier (en albanés: Rrethi i Fierit) fue uno de los 36 distritos de Albania. Contaba con una población estimada en 200.000 habitantes (2004) y posee una superficie de 850 km². Se encontraba ubicado en el suroeste del país y su capital es Fier. Otras ciudades importantes del distrito son Patos y Roskovec.
Fier es conocida como el sitio donde se ubicó la antigua ciudad de Apolonia de Iliria, donde el famoso orador romano Cicerón había estudiado durante un corto período.